# إيميت كينغ
إيميت كينغ (بالإنجليزية: Emmett King)‏ هو ممثل أمريكي، ولد في 31 مايو 1865 في الولايات المتحدة، وتوفي بنفس المكان في 21 أبريل 1953.

## وصلات خارجية
- إيميت كينغ على موقع IMDb (الإنجليزية)
- إيميت كينغ على موقع ألو سيني (الفرنسية)
- إيميت كينغ على موقع تيرنر كلاسيك موفيز (الإنجليزية)
- إيميت كينغ على موقع قاعدة بيانات برودواي على الإنترنت (الإنجليزية)
- إيميت كينغ على موقع قاعدة بيانات برودواي على الإنترنت (الإنجليزية)
- إيميت كينغ على موقع قاعدة بيانات الأفلام السويدية (السويدية)
- إيميت كينغ على موقع قاعدة بيانات الفيلم (الإنجليزية)
- إيميت كينغ على موقع كينوبويسك (الروسية)